# Olinda Beja
Olinda Beja, née le 8 décembre 1946 à Guadalupe dans la province portugaise de Sao Tomé-et-Principe, est une femme de lettres santoméeanno-portugaise. Conduite à vivre au Portugal, à Viseu, elle devient une citoyenne portugaise puis s'installe en Suisse.

## Biographie
Née en 1946 d'une mère santoméenne et d'un père portugais, Olinda Beja est amenée à quitter les îles portugaises de São Tomé et Principe dans son enfance, pour vivre à Beira Alta, région portugaise située en Europe, tout en gardant un contact avec les membres de sa famille restés à Sao Tomé-et-Principe, territoire qui déclarera son indépendance en 1975. Elle fait ensuite des études en langues modernes, en français et en portugais, à l'université de Porto. Elle devient enseignante à partir de 1976 et se consacre également à l'écriture de poèmes et de prose. Ses publications traitent de toutes les facettes des relations humaines, y compris la beauté, le désir, la vie commune, le mal, le deuil et le sexe, mais aussi l'émigration ou le mélange des cultures.
En 2000, Beja déménage en Suisse, où elle enseigne la langue et la culture portugaise,. Elle reçoit le prix littéraire Francisco José Tenreiro en 2013, pour son travail A Sombra do Ocá. En 2015, son livre intitulé Grão de Café (Grain de café), publié en 2013, est introduit dans le programme de lecture scolaire au Portugal.

## Œuvre
Poésie
- Bô Tendê?, 1992Deuxième édition chez C. M. Aveiro.
- Leve, Leve, 1993Deuxième édition chez C. M. Aveiro.
- No País de Tchiloli, 1996Deuxième édition chez C. M. Aveiro.
- Quebra-Mar, Palimage Editores, 2001Traduction du titre en français : « Brise-lames ».
- Água Crioula, Pé-de-Página Editores, 2002Traduction du titre en français : « Créole marine ».
- Aromas de Cajamanga, Editora Escrituras, 2009Traduction du titre en français : « Saveurs de Cajamanga ».
- O Cruzeiro do Sul, El Taller del Poeta (Pontevedra), 2011Traduction du titre en français : « La croix du Sud ».
- À Sombra do Oká, Editora Edições, 2015

Romans
- 15 Dias de Régression, 1994Troisième édition chez Pé-de-Pag. Editores.
- Un Pedra de Villa Nova, Palimage Editores, 1999Traduction du titre en français : « La pierre de Vila Nova ».

Nouvelles et contes pour enfants
- Pingos de Chuva, Palimage Editores, 2000Traduction du titre en français : « Gouttes de pluie ».
- Un Ilha de Izunari, Instituto Camões, 2003Traduction du titre en français : « Île d'Izunari ».
- Pé-de-Perfume, 2004
- Um grão de café: (uma simples homenagem ao menino chinês ne pote vazio), 2013Traduction du titre en français : « Un grain de café ».
- Tomé Bombom, Editora Edições, 2016
- Chá do Príncipe, Rosa de Porcelana Editora, 2017